# Dehamcha
Dehamcha est une commune de la wilaya de Sétif en Algérie.

## Géographie
| Babor         | Serdj El Ghoul | Beni Aziz |
| Aïn El Kebira | Dehamcha       | Maaouia   |
| Beni Fouda    | Beni Fouda     | Djemila   |